# Hippadenella
Hippadenella is een geslacht van mosdiertjes uit de  familie van de Buffonellidae en de orde Cheilostomatida. De wetenschappelijke naam van het geslacht is voor het eerst geldig gepubliceerd in 1917 door Ferdinand Canu en Ray Smith Bassler.

## Soorten
- Hippadenella clivosa (Waters, 1906)
- Hippadenella falklandensis Hayward, 1991
- Hippadenella floridana Canu & Bassler, 1928
- Hippadenella inerma (Calvet, 1909)
- Hippadenella margaritifera (Lamouroux, in Quoy & Gaimard, 1825)
- Hippadenella rouzaudi (Calvet, 1904)

Niet geaccepteerde soort:
- Hippadenella carsonae Rogick, 1957 → Eminooecia carsonae (Rogick, 1957)